# 浙赣铁路局
浙赣铁路局是一个总部设在浙江杭州的负责浙赣铁路以及其支线的修养和运营的部门，属于浙赣铁路联合公司，1934年5月8日浙赣铁路联合理事会正式成立，5月15日杭江铁路工程局改组为浙赣铁路局。

## 历史
民国18年(1929年)2月，浙江省政府为发展浙江南部和西部经济，决定自行筹款修筑自杭州，经浙赣两省省界江山縣至江西省玉山的杭江铁路，杭州端终点设在钱塘江南岸的萧山、南星桥附近。建设资金部分由政府拨给和发行公债外，其余由庚子赔款中动用。因资金匮乏采用分段修筑、分段通车的方式。1930年3月动工，1933年11月30日竣工，1934年1月杭江铁路正式通车。
1934年5月8日浙赣铁路联合理事会正式成立，5月15日杭江铁路工程局改组为浙赣铁路局。
1936年9月15日铁道部决定由粤汉线湘鄂段管理局管辖的株洲至萍乡段线路划给浙赣铁路局管辖。
1937年9月南萍段线路建成，浙赣铁路全线（杭州至株洲）全线通车。:342
1949年5月下旬江西省境内浙赣、南浔铁路各站先后解放，人民政府接管铁路。江西铁路成立南昌办事处和军管会，7月日起划归江南（8月1日改为上海）铁路管理局管辖。:356
1949年8月31日成立上海铁路管理局杭州办事处成立，浙赣铁路局撤销；:343
1950年7月1日成立南昌铁路分局属上海铁路管理局:490